# Гончарук Петро Никифорович
Петро́ Ники́форович Гончару́к (12 липня 1938, село Луги, тепер Чечельницького району Вінницької області — 10 лютого 2021) — український радянський гірник, начальник дільниці шахти «Комуніст» Жовтневого виробничого об'єднання з видобутку вугілля Донецької області. Герой Соціалістичної Праці (25.08.1980). Член ЦК КПУ в 1981—1986 роках.

## Біографія
Народився в селянській родині. Освіта середня.
З 1957 року — гірничий робітник, машиніст підземного електровозу, бригадир гірничих робітників очисного вибою, начальник дільниці шахти «Комуніст» виробничого об'єднання «Шахтарськантрацит» (потім — Жовтневого виробничого об'єднання з видобутку вугілля) селища Гірне Харцизької міської ради Донецької області.
Член КПРС з 1961 року.
Потім — на пенсії в селищі Гірне Харцизької міської ради та в місті Маріуполі Донецької області.

## Нагороди
- Герой Соціалістичної Праці (25.08.1980)
- два ордени Леніна (19.02.1974, 25.08.1980)
- орден Трудового Червоного Прапора (30.03.1971)
- медалі
- знак «Шахтарська слава» трьох ступенів
- заслужений шахтар Української РСР
- лауреат Державної премії СРСР (1978)